# Lubnice

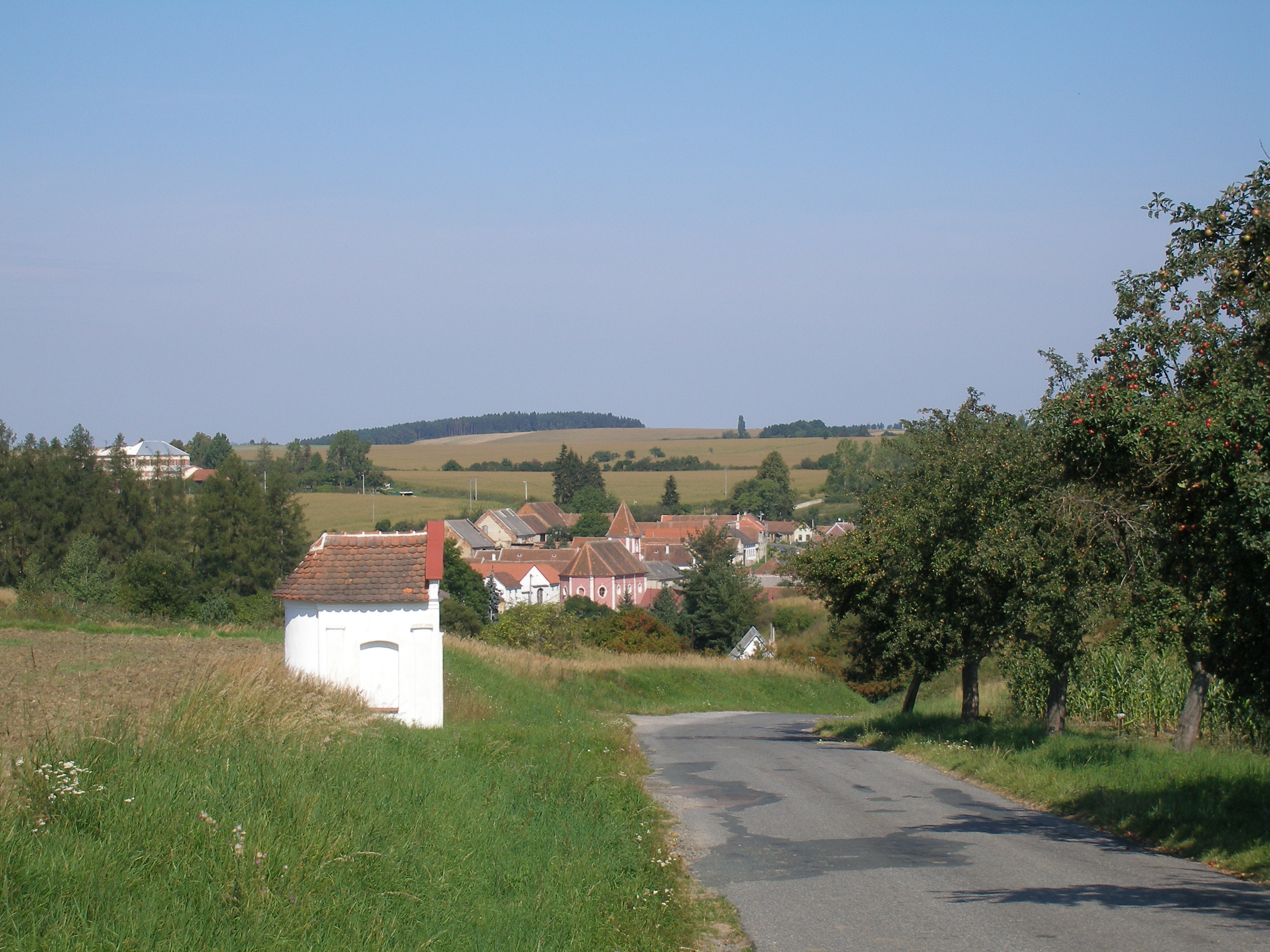
Ortsansicht 2008

Lubnice (deutsch Hafnerluden) ist eine Gemeinde im Okres Znojmo (Bezirk Znaim) in Tschechien. Sie liegt an der Želetavka, zehn Kilometer südlich von Jemnice nahe der Grenze zu Österreich und gehört zur Region Jihomoravský kraj.
Nächstgelegene Orte sind Police, Korolupy, Uherčice und Vratěnín.

## Geschichte
Die Anlage des Ortes und die bis 1945 gesprochene Ui-Mundart (bairisch-österreichisch) mit ihren speziellen Bairischen Kennwörtern weisen auf eine Besiedlung durch bayrische deutsche Stämme hin, wie sie, um 1050, aber vor allem im 12/13. Jahrhundert erfolgte. Das Dorf wurde 1348 erstmals in einer für Heinrich von Waldsee ausgestellten Urkunde des Markgrafen Karl als Lubenz oder Hafnerluben erwähnt. Später wurde der Ort als Lubnycz und seit 1720 als Hafnerluden bezeichnet. Der Ortsname ist auf den dort vorkommenden Hafnerlehm zurückzuführen.
Hafnerluden entstand als ein Reihendorf in der seichten Talmulde der oberen Schelletau und gehörte den Herren auf Fratting. Seit dem 15. Jahrhundert gehörte es mit Unterbrechungen (von 1564 bis 1628) zur Herrschaft Vöttau. Besitzer waren in dieser Zeit u. a. die Kraiger von Kraigk, denen die Strein von Schwarzenau auf Ungarschitz folgten. Diese veräußerten die Herrschaft 1628 für 100 Gulden an Friedrich Jankovsky von Wlaschim. Den Dreißigjährigen Krieg überstand das Dorf weitgehend unbeschädigt. Im Jahre 1726 wird eine Schule im Ort gegründet.
Seit dem 19. Jahrhundert wurde Graphit abgebaut, das Bergwerk produzierte jährlich 100 Fass in reiner Form. 1856 wurde Hafnerluden durch einen Großbrand stark beschädigt. Auch die Schule wurde völlig zerstört, so dass das Gebäude 1868 renoviert wurde.
Nach dem Ersten Weltkrieg zerfiel der Vielvölkerstaat Österreich-Ungarn und der Ort wurde Teil der Tschechoslowakei, obwohl dessen Bewohner im Jahre 1910 zu 98 % Deutschsüdmährer waren. In der Zwischenkriegszeit kommt es zu einem starken Zuzug von Personen tschechischer Nationalität, so dass diese im Jahre 1921 bereits 22 % der Ortsbevölkerung stellen. Nach dem Anschluss des Sudetenlandes 1938 aufgrund des Münchner Abkommens wurde Hafnerluden, wie ganz Südmähren, Teil des Reichsgaues Niederdonau und gehörte zum Bezirk Horn.
Nach dem Ende des Zweiten Weltkrieges kam die Gemeinde wieder zur Tschechoslowakei zurück. Am 9. Juni 1945 wurde Hafnerluden, zeitgleich mit den umliegenden Orten, von Tschechen besetzt. Sie nahmen Männer als Geiseln und vertrieben anschließend die Ortsbevölkerung und zuletzt die Geiseln über die Grenze nach Österreich. Die nach der Vertreibung in Österreich befindlichen Ortsbewohner wurden, in Übereinstimmung mit den ursprünglichen Überführungs-Zielen der Potsdamer Erklärung, nach Deutschland weiter transferiert.
Der Ort führt seit dem Jahre 1726 Matriken.

## Wappen und Siegel
Das älteste Siegel ist aus dem Jahre 1750 bekannt. Es zeigt den Patron Sankt Georg in einer Umschrift. Ab der 2. Hälfte des 19. Jh. wurde ein bildloser Schriftstempel verwendet.

## Einwohnerzahlen
| Jahr | Einwohnerzahl | Deutsche | Tschechen |
| ---- | ------------- | -------- | --------- |
| 1793 | 289           | k. A.    | k. A.     |
| 1836 | 316           | k. A.    | k. A.     |
| 1880 | 295           | 286      | 9         |
| 1900 | 270           | 270      | -         |
| 1921 | 303           | 228      | 68        |
| 1939 | 294           | 205      | 82        |
| 1961 | 205           | -        | 205       |

## Sehenswürdigkeiten
- Die Pfarrkirche St. Georg und das Pfarrhaus sind Barockbauten aus dem Jahre 1718.
- Bei der Kirche befindet sich eine im 19. Jahrhundert umgebaute Kapelle, deren Ursprünge ins Jahr 1372 zurückreichen.
- Denkmal für die Gefallenen des Ersten Weltkriegs[6]

## Sagen aus den Ort
Unter den 1945/46 vertriebenen, deutschen Ortsbewohnern gab es eine Vielzahl von Mythen:
- Unweit von Hafnerluden erhoben sich im Schellentautal hohe Felswände. In der Nähe der Talsohle gab es mehrere Höhlen im Gestein. Einst sollen darin wilde Frauen als Einsiedler gelebt haben.
- Unterhalb der Felswand befindet sich ein Wassertümpel, die sogenannte "schwarze Lacken". Darin gibt es unheimliche Gespenster, die achtlose Menschen in den Tümpel locken. Wer in diesen grundlosen Sumpf stürzte, war unweigerlich verloren. Sogar ein Wagen samt Kutscher und Pferd soll darin für immer verschwunden sein.[7]
- Einst lebte in Hafnerluden eine Hexe, viele Einwohner sahen sie des Öfteren auf einem Besen durch den Rauchfang reiten.[8]